# هوت أغاني رقمية
رسم الهوت أغاني رقمية البياني يضم أفضل الأغاني مبيعاً في الولايات المتحدة, مع اشتراك نيلسن ساوندسكان والتي يتم نشرها من قبل بيلبورد. أول ظهور لهذا الرسم البياني كان في 22 يناير 2005 ودمج جميع الأغاني التي تم نشرها من قبل موزعي الأغاني الرقمية.